# Koceljeva
Koceljeva (Коцељева) là một đô thị ở huyện Mačva của Serbia. Năm 2002, dân số thị xã là 4.645 người còn dân số của đô thị là 15.636 người.

## Các khu dân cư
Đô thị Koceljeva có các khu dân cư sau:
- Koceljeva
- Batalage
- Brdarica
- Bresnica
- Galović
- Goločelo
- Gradojević
- Donje Crniljevo
- Draginje
- Družetić
- Zukve
- Kamenica
- Ljutice
- Mali Bošnjak
- Svileuva
- Subotica
- Ćukovine

## Thông tin nhân khẩu (điều tra năm 2002)
Các dân tộc sinh sống ở đô thị Koceljeva:
- người Serb = 14.593
- Người Digan= 826
- Dân tộc khác